# フリュム
フリュム（古ノルド語：Hrymr）は、北欧神話に登場する巨人。名前は「老いた者」「虚弱な者」の意と考えられているが、はっきりしていない。
彼は『古エッダ』の『巫女の予言』、『スノッリのエッダ』第一部『ギュルヴィたぶらかし』の、ラグナロクの場面に登場している。

## 巫女の予言
フリュムは楯をかざして東よりやって来る、と語られている。

## ギュルヴィたぶらかし
第51章において、ヨルムンガンドの巨躯が起こした高潮の中に船のナグルファルが浮かび、その舵をフリュムがとっている、と語られている。
やがてフリュムは霜の巨人全員を従えて、ヴィーグリーズの野に現れる。